# Zerbrochener Obelisk
Der zerbrochene Obelisk (Broken obelisk) ist einer der ältesten überlieferten assyrischen Obelisken. Nur der obere Teil ist erhalten.
Der Obelisk wurde 1853 bei den Ausgrabungen von Hormuzd Rassam in Niniveh gefunden. In der Nähe wurde kurz danach eine Götterstatue mit einer Inschrift von Aššur-bel-kala aufgedeckt. Der Obelisk befindet sich heute im British Museum (Inventarnummer 118898).

## Inschrift
Der obere Teil misst 67 × 42 cm und trägt auf drei Seiten eine Inschrift, jeweils zwei Spalten auf Vorder- und Rückseite, eine auf der Seite. Die Inschrift berichtet über die Taten eines mittelassyrischen Königs, dessen Name nicht erhalten ist. Auf der Vorderseite befindet sich ein Relief. Es zeigt einen überlebensgroßen König mit dem Ring als Herrschaftssymbol in der Hand vor gefesselten Feinden, über denen Göttersymbole schweben.
Die folgenden Textteile stützen sich auf Jariz. Die Spalte I (obvers, 17 Zeilen erhalten) ist schlecht erhalten.
Spalte II (obvers, 22 Zeilen erhalten) berichtet unter anderem:
- der König brachte 4000 Gefangene nach Assur
- die Eroberung einer Stadt im Lande Muški

im nächsten Jahr, im Eponymat des [...]-Aššur:
- Arbeiten am Anu-Adad-Tempel (?)
- assyrischer Beutezug im Land Harki (?) am Habur
- Die assyrische Armee erreicht das Gebiet von Karkemiš in Hatti.
- Der Euphrat wird auf Booten aus Tierhäuten überquert

Spalte III (rechte Schmalseite), 31 Zeilen erhalten: im Eponymat des Aššur-rîm-nišē-šu:
- Krieg mit den Aramäern in Sasiri
- ein weiterer Feldzug gegen die Aramäer im selben Jahr

im nächsten Jahr:
- Eroberung von Tu-ur-[mit?]-ta in Muṣri
- Feldzug in Sabāṭu
- Eroberung von […]indišula und [...]sande in der Provinz von Dur-Kurigalzu in Karduniaš, der Gouverneur Kadašman-buriaš wird gefangen genommen.

im folgenden Jahr:
- Feldzüge gegen die Aramäer (Arime) in Pauṣa am Fuß des Berges Kašiari und bei der Stadt Nabula
- Deportationen in Muṣri
- Kämpfe gegen die Aramäer in [...]-ti-bu-a am Tigris
- Kämpfe gegen die Aramäer in Lišur-ṣala-Aššur im Gebiet von Šinamu
- Deportation der Bewohner von Šu-ú-[.. .]-ra in Ḫanigalbat
- Eroberung von Ḫulza im Berg Kašiari
- Eroberung von Erišu in Ḫabḫu
- Schlacht gegen die Aramäer in Murarir(?) im Lande Šuprē
- Plünderung des Gebietes von Maḫirani bis nach Šuppā in Ḫarran.

im folgenden Jahr:
- Feldzug gegen die Aramäer in Makrisi in den Bergen von Iari und in Dūr-Katlimu
- Zug nach Sangarite jenseits des Euphrats
- Zug nach Gulguli und das Bergland von Ḫani.

im folgenden Jahr:
- Feldzug gegen die Aramäer (ša mātari-me)

In Spalte IV (revers) sind 39 Zeilen erhalten und berichten über die Jagderfolge des Königs. Dieser Bericht erinnert an vergleichbare Aufzählungen von Tiglat-pileser I.
Spalte 5 (revers), 37 Zeilen erhalten 
: Die Bauten des Königs. Diese Spalte ist als einzige in der ersten Person singular verfasst.
- Erneuerung der großen Plattform des Aššur-nadin-aḫḫe
- Umleitung des Kanals von Aššur-dan, der 30 Jahre trockengelegen hatte
- Erneuerung der Ufermauern am Tigris-Tor, die Adad-nērari errichtet hatte
- Erneuerung der großen Plattform des Neuen Palastes von Tukulti-Ninurta
- Fertigstellung des Palastes Apku, den Aššur-reš-iši begonnen hatte

Diese Spalte ist als einzige in der ersten Person Singular gehalten (sonst dritte Person Singular), was zu der Annahme geführt hat, dass eventuell eine ältere Inschrift wiederverwendet bzw. weitergeführt wurde. Jaritz nimmt an, dass die Ereignisse in chronologischer Ordnung berichtet werden. Danach müsste der betreffende König mindestens fünf Jahre regiert haben. Nicht alle Eponyme werden benannt, oft wird die Formel 'ima šatti-ma ši-a-ti' (im folgenden Jahr) verwendet.

## Datierung

### Eponyme
- [...]-Aššur
- Aššur-rîm-nišē-šu
- Ilu-iddina

### Zeitgenossen
- Kadašman-buriaš (iKa-dáš-man-buria), Sohn des Ki[...], Statthalter von Dur-Kurigalzu

### Vorgänger
- Adad-nērari I. (1295–1264 v. Chr.)

- Tukulti-Ninurta (1233–1197 v. Chr.)

- Aššur-reš-iši (1133–1116 v. Chr.)
- Aššur-nadin-aḫḫe

### Zuschreibung
Der Name des Königs ist nicht erhalten, lediglich der Titel šar mātakkadiki ist überliefert. Auch die Namen einiger Eponyme sind nur bruchstückhaft erhalten. Leonard William King und Ernst Friedrich Weidner sehen Marduk-nadin aḫḫe als den Urheber der Inschrift.
Adad-nērari II. wurde unter anderem von J. Lewy vorgeschlagen. Weitere Kandidaten sind:
- Tiglath-pileser I.
- Aššur-bēl-kala (Jaritz)
- Aššur-naṣir-apli I.
- Aššur-dan (Forrer)
- Aššur-naṣir-apli II. (F. E. Peiser)